# Rayne (Louisiane)
Pour les articles homonymes, voir Rayne.
Rayne est une localité de la paroisse de l'Acadie en Louisiane aux États-Unis, elle comptait 8 552 habitants en 2000 pour une superficie de 9 km2. On la surnomme Frog Capital of the World (Capitale mondiale de la grenouille) depuis les années 1880 grâce au chef Donat Pucheu qui commercialisa les grenouilles de Rayne dans les restaurants de La Nouvelle Orléans.